# Joscelyn Edward Seymour Percy
Joscelyn Edward Seymour Percy, britanski general, * 1898, † 1943.